# Perimeceta
Perimeceta é um gênero de mariposa pertencente à família Crambidae.